# Blind Booking
Blind Booking, zu Deutsch „Blindes Buchen“, ist die Bezeichnung für eine spezielle Buchungsform für Flüge und Hotels, die von einigen Internet-Buchungsportalen angeboten wird. Dabei werden von verschiedenen Flugreisegesellschaften und/oder Hotels anonym Flüge und/oder Zimmer angeboten, die der Kunde gegen einen vergünstigten Preis online buchen kann. Davon versprechen sich beide Seiten einen Vorteil: Die Flüge und/oder Hotels möchten über Blind Booking die Flugzeug- und/oder Zimmerauslastung verbessern und die Gäste hoffen auf einen günstigeren Preis.
Während in den Vereinigten Staaten bereits ein nennenswerter Teil aller Flüge und Hotelzimmer über Blind Booking gebucht wird, gibt es in Deutschland erst einige wenige Anbieter. Aktuell bekanntester deutscher Anbieter im Bereich der Ferienfluggesellschaften ist Eurowings und im Bereich der Hotelbuchungen z. B. FTI Group mit Hauptsitz in München vor allem für die Türkei oder Surprice Hotels, eine 100-prozentige Tochterfirma von HRS, mit Niederlassungen in Berlin und Karlsruhe.

## Geschichte
Das Geschäftsmodell Blind Booking gibt es seit einigen Jahren. Das US-amerikanische Reiseportal Expedia hatte Blind Booking erstmals 2001 im Programm. Noch heute werden unter dem Namen Hotwire weltweit Hotelzimmer über Blind Booking angeboten. Neben Hotwire sind auch noch GetGoing und Priceline bedeutende Anbieter in den Vereinigten Staaten. In Deutschland machte Hipaway den Anfang. Das Berliner Unternehmen musste sein Angebot allerdings kurze Zeit nach der Gründung wieder einstellen. Aktuell größter Anbieter von Blind Booking Hotelbuchungen in Deutschland ist Surprice Hotels.

## Konzept
Das Geschäftsmodell Blind Booking zeichnet sich dadurch aus, dass der Kunde erst nach der Bus-, Flug- und/oder Hotelbuchung den konkreten Namen des Zielortes und/oder des Hotels erfährt. Um dem Kunden eine Selektion zu ermöglichen, kategorisieren viele Anbieter die verfügbaren Flüge hinsichtlich verschiedener Kategorien, wie z. B. Shopping, Schnee & Ski, Party oder Kultur, Hotels hinsichtlich verschiedener Merkmale, wie zum Beispiel Preis, Kategorie, Kundenbewertungen, Ziel, Lage im Zielgebiet oder Ausstattung.
Das Reiseziel bzw. der Name und die Anschrift des gebuchten Hotels bleiben jedoch bis zum vollständigen Abschluss der Buchung für den Kunden unbekannt. 
Blind Booking bietet auch für die Anbieter Vorteile. Flugzeuge und Hotels erreichen eine gute Auslastung nur sehr selten zum Normalpreis. In der Regel bleiben immer vereinzelt Plätze oder Zimmer frei. Um die Platz- und/oder Zimmerauslastung zu verbessern, können über Blind Booking Portale anonym Flüge und/oder Hotelzimmer angeboten werden. Um diese attraktiver für den Kunden zu gestalten, vergibt die Fluggesellschaft und/oder das Hotel einen Rabatt. Dieser kann bis zu 60 Prozent des Normalpreises ausmachen.